# Heinrich Mühlpfort
Heinrich Mühlpfort (* 10. Juli 1639 in Breslau; † 1. Juli 1681 ebenda) war ein deutscher und lateinischer Dichter des Barock.

## Leben
Heinrich Mühlpfort besuchte in Breslau das Maria-Magdalenen-Gymnasium, wo er mit Daniel Caspar von Lohenstein befreundet war.
Nach seinem Studium in Leipzig und der Promotion (1662) in Wittenberg zum Doktor der Jurisprudenz arbeitete Mühlpfort zunächst als Hauslehrer für verschiedene sächsische Adlige. Schließlich erhielt er jedoch eine Stelle in der Justiz als Registrator des Vormundschaftsgerichts in Breslau.
Mühlpforts Werk als Dichter zerfällt in zwei Phasen. Das Frühwerk wird von der Studentenlyrik bestimmt, während er später in einem stark stilisierten, für die Barockzeit typischen Stil schrieb.  Er veröffentlichte zahlreiche Gelegenheitsdichtungen in deutscher und lateinischer Sprache, von denen heute noch mehr als 200 in Einzeldrucken nachgewiesen sind. Nach einer Sammelaktion unter Mühlpforts Freunden wurde ein Teil derselben 1686 in 2 Sammelausgaben veröffentlicht.
Seine Grabinschrift lautet:
Neun Worte und nicht mehr
soll dieses Grabmal haben:
Hier unter diesem Stein
liegt Durst und Gicht begraben.

## Werke (Auswahl)
- Teutsche Gedichte. Steckh, Breslau und Frankfurt/M. 1686. Digitalisat und Volltext im Deutschen Textarchiv
- Poemata (Texte der frühen Neuzeit; Bd. 7). Keip, Frankfurt/M. 1991, ISBN 3-8051-0807-9 (Nachdr. d. Ausg. Frankfurt/M. 1686).
- Teutsche Gedichte. Poetische Gedichte. Ander Teil. (Texte der frühen Neuzeit; 8) Keip, Frankfurt/M. 1991, ISBN 3-8051-0806-0 (Nachdr. d. Ausg. Frankfurt/M. 1686).